# Ульянино (Калужская область)
Ульянино — деревня в Мосальском районе Калужской области России. Входит в состав сельского поселения «Посёлок Раменский».

## География
Деревня находится в западной части Калужской области, в зоне хвойно-широколиственных лесов, на правом берегу реки Пополты, на расстоянии примерно 10 километров (по прямой) к северо-северо-западу от города Мосальска, административного центра района, в 85 км к западу от Калуги, областного центра.

### Климат
Климат характеризуется как умеренно континентальный, с тёплым летом и умеренно холодной снежной зимой. Среднегодовая многолетняя температура воздуха составляет 4 °С. Средняя температура воздуха самого тёплого месяца (июля) — 17,5 °C (абсолютный максимум — 37 °C); самого холодного (января) — −9,6 °C (абсолютный минимум — −46 °C). Безморозный период длится в среднем 125—132 дня. Среднегодовое количество атмосферных осадков составляет 617 мм, из которых 406 мм выпадает в период с апреля по октябрь. Снежный покров держится в течение 124 дней.

## История
В 1942 году деревня Ульянино была полностью сожжена (сожжены все 30 домов), а население деревни было насильственно вывезено немецкими войсками. Списками жителей деревни на момент угона и другими данными архив не располагает.

## Население
| 2002 | 2010 |
| ---- | ---- |
| 1    | ↘0   |